# Jacqueline Bracamontes
Jacqueline Bracamontes (Guadalajara, 1979. december 23. –) mexikói színésznő, modell, műsorvezető.

## Életrajz
Jacqueline Bracamontes 1979. december 23-án született, Guadalajarában. Apja Jesús Bracamontes, a népszerű Chivas Rayadas del Guadalajara focicsapat korábbi edzője, anyja, Jacqueline van-Hoorde mexikói és belga származású nő. Ő a legidősebb a három gyerek közül, van egy húga, Alina és egy öccse, Jesús Junior. Az apja jelenleg focielemző a Univision televízió társaságnál.
A középiskola után Jacqueline Franciaországba költözött, francia nyelvet tanulni. Ezután visszatért Mexikóba, és kommunikációelméletet kezdett tanulni az Instituto Tecnológico de Estudios Superiores de Occidentében. Emellett modellként kezdett dolgozni. Folyékonyan beszél spanyolul, franciául és angolul.

## Látványos karrier
Miután meglátta őt, egy magazin címlapján, Lupita Jones ex-Miss Universe szépségkirálynő, kapcsolatba lépett vele és megkérte, hogy induljon a Nuestra Belleza Méxicón. Jacqueline indult és elnyerte, az állami és nemzeti szépség címet, majd képviselte Mexikót a Miss Universe 2001 versenyen, Puerto Ricóban.

## Színészi és műsorvezetői karrier
2000-ben, a Miss Mexico verseny koronázása után Jacqueline elhatározta, hogy televíziós karrierbe fog. Karrierjét műsorvezetéssel kezdte, különböző díj show-k és speciális programok vezetésével, olyanokat mint az Acafest, a TVyNovelas-díjak és a Fiesta Mexicana.
Mivel focirajongó, 2008 augusztusában műsorvezető lesz, a Vision AM mexikói sport-rádióműsorban, és később meghívták a Univisionhoz, hogy legyen a műsorvezetője és tudósítója a 2002 FIFA Világkupának. A Televisa Deportesnél is dolgozott.
2003-ban szerepet kapott az Alegrijes y Rebujos című mexikói novellában. Ezen szerepéért díjat is nyert a TVyNovelason. Egy évvel később szerepelt a Rubí (Rubí, az elbűvölő szörnyeteg) című népszerű sorozatban, Bárbara Mori és Eduardo Santamarina oldalán.
2006-ban megkapta első főszerepét, az Heridas de Amor című mexikói telenovellában, a brazil születésű Guy Ecker oldalán. A sorozatot sok országba adták el.
2007 tavaszán szerepet kapott élete első TV-filmjében, a Cuando Las Cosas Sucedenben. Egy Lucia nevű apácát, alakított. Később még ebben az évben, visszatért egy rövid időre a műsorvezetéshez, egy mexikói játékshowban, a De Por Vidában, de a műsort törölték.
2008-ban főszerepet játszott a Las Tontas No Van al Cielo (Candy) telenovellában, Jaime Camil partnereként. Itt megmutathatta focitudományát, ugyanis a fia csapatának edzője volt egy rövid ideig a sorozat első harmadában. Ami nagyon sikeres volt egyidejűleg Latin-Amerikában és az Egyesült Államokban.
A Las Tontas No Van al Cielo után egy újabb főszerepet kapott, a Sortilegio (Kettős játszma) telenovellában, William Levy kubai színésszel együtt. A forgatások 2009 októberében értek véget. A forgatások alatt felröppentek a hírek a mexikói médiában, miszerint Jacqueline Bracamontes és William Levy egy párt alkotnak a való életben, ezt a tényt mindketten cáfolták.
Jacqueline Bracamontes epizódszerepet vállalt a Mujeres Asesinas krimisorozat harmadik évadának első epizódjában, az Irma, la de los peces-ben. A sorozat premierje 2010-ben volt.

## Magánélete
Jacqueline Bracamontesnek első barátja Valentino Lanus volt, a szerelmük több évig tartott. Kapcsolata volt még Arturo Carmona színésszel, valamint Francisco „Kikin” Fonseca focistával.
2008. január 11-én, megerősítette kapcsolatát a nyilvánosság előtt Fernando Schoenwalddal. A kapcsolatuk véget ért 2009 májusában.
Rajongója a Chivas de Guadalajara mexikói focicsapatnak.
2010 végén párja, Martín Fuentes eljegyezte. Az esküvőt 2011-ben tartották. 
2012. november 12-én bejelentették, hogy ikreket várnak: egy lányt és egy fiút. A babákat április végére várták, de a szülés előbb beindult. 2013. március 29-én megszülettek az ikrek, akik a szüleik után a Jacqueline és Martín nevet kapták. Sajnos a kisfiúnál légzési komplikációk léptek fel és meghalt. A kislány egészségesen, 2132 grammal született. 
2013 decemberében jelentette be Jacqueline, hogy 2 és fél hónapos terhes harmadik gyermekével. 2014 januárjában kiderült, hogy újra kislányt vár. 2014. július 9-én megszületett második kislánya, Carolina. 
2016 júliusában világra jött negyedik gyermeke, akinek Renata nevet adták. 
2018 júliusában bejelentették, hogy újra várandós, ismét ikrekkel. Augusztusban kiderült, hogy újabb 2 kislánnyal bővül a család. 

## Filmográfia

### Telenovellák
| Év   | Eredeti cím                | Magyar cím                   | Szerepnév                                                        | Magyar hang     |
| ---- | -------------------------- | ---------------------------- | ---------------------------------------------------------------- | --------------- |
| 2002 | Cómplices al rescate       |                              | Joselyn                                                          |                 |
| 2002 | Entre el amor y el odio    |                              | Leonela                                                          |                 |
| 2002 | ¡Vivan los niños!          | Hajrá skacok                 | Hada de los Dientes                                              |                 |
| 2003 | Alegrijes y rebujos        |                              | Angélica Rivas                                                   |                 |
| 2004 | Rubí                       | Rubí, az elbűvölő szörnyeteg | Maribel de la Fuente                                             | Závodszky Noémi |
| 2006 | La fea más bella           | Lety, a csúnya lány          | Magaly Ruiz Esparza                                              |                 |
| 2006 | Heridas de amor            |                              | Miranda San Llorente de Aragón                                   |                 |
| 2008 | Las tontas no van al cielo | Candy                        | Cándida «Candy» Morales Alcalde                                  | Huszárik Kata   |
| 2009 | Sortilegio                 | Kettős játszma               | María José Samaniego Miranda Sandra Betancourt-Samaniego Miranda | Závodszky Noémi |
| 2017 | El Bienamado               |                              | Laura                                                            |                 |

### TV filmek
| Év   | Cím                      | Szerepnév            |
| ---- | ------------------------ | -------------------- |
| 2004 | Rubí... La descarada     | Maribel de la Fuente |
| 2007 | Cuando las cosas suceden | Hermana Lucía        |
| 2012 | El Entrenador            | Sasha                |

### Epizódszerepek
| Év   | Cím                        | Magyar cím            | Szerepnév               |
| ---- | -------------------------- | --------------------- | ----------------------- |
| 2007 | Al diablo con los guapos   | Pokolba a szépfiúkkal | Cándida «Candy» Morales |
| 2010 | Mujeres Asesinas (S03,E01) | Gyilkos nők           | Irma                    |

## Díjak és jelölések

### TVyNovelas-díj
| Év   | Kategória               | Telenovella                | Eredmény |
| ---- | ----------------------- | -------------------------- | -------- |
| 2004 | Legjobb női felfedezett | Alegrijes y Rebujos        | Nyertes  |
| 2007 | Legjobb női főszereplő  | Heridas de amor            | Jelölés  |
| 2009 | Legjobb női főszereplő  | Las tontas no van al cielo | Jelölés  |
| 2010 | Legjobb női főszereplő  | Sortilegio                 | Jelölés  |

## Fordítás
- Ez a szócikk részben vagy egészben  a   Jacqueline Bracamontes című angol Wikipédia-szócikk fordításán alapul.  Az eredeti cikk szerkesztőit annak laptörténete sorolja fel. Ez a jelzés csupán a megfogalmazás eredetét és a szerzői jogokat jelzi, nem szolgál a cikkben szereplő információk forrásmegjelöléseként.